# Pálúr István
Pálúr István (Piskolt, 1884. november 17. – Hagymásbodon, 1960. április 12.) erdélyi magyar író, publicista.

## Életútja
Teológiai tanulmányait Debrecenben végezte (1911), református lelkész Nagykárolyban, Hajdúnánáson, Makón, Aradon (1919-23), ahol betanító lelkész a Római Katolikus Főgimnáziumban. További lelkészi állomásai: Lippa (1923-32), Székelyvaja (1932-35), Piskolt (1936-41), Asszonyvására (1942-55) és Hagymásbodon. Cikkei aradi, nagyváradi újságokban és a Brassói Lapokban jelentek meg.
Írói álneve: Timotheus.

## Kötetei
- Diákkori emlékek (Arad, 1923)
- Karcolat a nőkről (Arad-Lippa, 1924)
- Karácsonyi gondolatok (A szegény gyermekek karácsonyfájára, Arad, 1924)
- Harc a sátánnal regény (Arad, 1927)
- Magányban (Straussmann Jakab főrabbi előszavával, Marosvásárhely, 1936)